# Amphiodia oerstedi
Amphiodia oerstedi är en ormstjärneart som först beskrevs av Christian Frederik Lütken 1856.  Amphiodia oerstedi ingår i släktet Amphiodia och familjen trådormstjärnor. Inga underarter finns listade i Catalogue of Life.